# Цаган-Челутай
Цага́н-Челута́й (рос. Цаган-Челутай) — село у складі Могойтуйського району Забайкальського краю, Росія. Адміністративний центр Цаган-Челутайського сільського поселення.

## Населення
Населення — 1248 осіб (2010; 1310 у 2002).
Національний склад (станом на 2002 рік):
- буряти — 82 %